# Josh Shapiro
Pour les articles homonymes, voir Shapiro.
Joshua David Shapiro, né le 20 juin 1973 à Kansas City (Missouri), est un homme politique et avocat américain, membre du Parti démocrate. Procureur général d'État de Pennsylvanie de 2017 à 2023, il est gouverneur de l'État depuis le 17 janvier 2023.

## Biographie

### Formation
Josh Shapiro est né le 20 juin 1973 à Kansas City dans le Missouri, d'un père servant dans la marine, et a grandi à Dresher, une ville du comté de Montgomery, en Pennsylvanie.
Étudiant la science politique à l'université de Rochester, il est le premier étudiant de première année à remporter l'élection de président du conseil étudiant de l'université en 1992. Il obtient son diplôme magna cum laude en 1995.

### Carrière au Capitole
À sa sortie d'étude, il est  embauché comme assistant parlementaire par le sénateur démocrate du Michigan Carl Levin, puis comme conseiller en politique étrangère du sénateur Robert Torricelli du New Jersey. De 1999 à 2003, il travaille comme chef de cabinet du représentant de Pennsylvanie Joe Hoeffel. Alors qu'il travaille au Capitole, il suit des études de droit en cours du soir à l'université de Georgetown et obtient un diplôme de juris doctor en 2002.

### Parlementaire et mandats locaux en Pennsylvanie
En 2004, Josh Shapiro est élu représentant du 153e district à la Chambre des représentants de Pennsylvanie, dont il devient vice-président deux ans plus tard. Il est réélu en 2006, 2008 et 2010.
Lors de la primaires présidentielles du Parti démocrate de 2008, il est l'un des premiers soutiens de Barack Obama en Pennsylvanie alors que l'establishment local supporte Hillary Clinton.
En 2011, Josh Shapiro remporte l'élection au conseil des commissaires du comté de Montgomery et en devient président.

### Procureur général de Pennsylvanie
Josh Shapiro annonce sa candidature au poste de procureur général d'État de Pennsylvanie en janvier 2016 ; il est soutenu par le président Barack Obama, Hillary Clinton, alors candidate à la présidentielle, et l'homme d'affaires et ancien maire de New York Michael Bloomberg. Il remporte la primaire démocrate, puis l'élection générale de justesse, avec 51,3 % des voix. Il est réélu en 2020, avec 50,9 % des voix.
Josh Shapiro s'est joint à plusieurs autres procureurs généraux d'États pour s'opposer au décret du président Donald Trump interdisant l'entrée aux États-Unis de ressortissants de sept pays à majorité musulmane, le Muslim ban.
Avant que Josh Shapiro ne prenne ses fonctions en 2016, le bureau du procureur général de Pennsylvanie a lancé une enquête sur des allégations d'abus sexuels perpétrés par des membres de l'Église catholique. Josh Shapiro poursuit l'enquête et, en août 2018, publie un rapport concluant à l'exaction de plus d'un millier d'abus sexuels sur mineurs par plus de 300 prêtres. Son rapport a suscité des enquêtes similaires sur l'Église catholique dans d'autres États,.
En 2019, dans le cadre de la crise des opioïdes, Josh Shapiro annonce poursuivre Purdue Pharma, fabricant de l'antidouleur OxyContin. En juillet 2021, quinze États dont la Pennsylvanie concluent un accord avec Purdue Pharma ; l'entreprise et la famille Sackler doivent payer 4,5 milliards de dollars,. Dans le même temps, un accord collectif de 26 milliards de dollars est conclu entre les États – dont la Pennsylvanie – et l'entreprise pharmaceutique Johnson & Johnson, ainsi que trois distributeurs Cardinal Health, AmerisourceBergen et McKesson ; permettant alors à l'État de Pennsylvanie de percevoir 1 milliard de dollars.

### Gouverneur de Pennsylvanie
En octobre 2021, Josh Shapiro annonce sa candidature au poste de gouverneur. Obtenant la nomination démocrate sans adversaire, il affronte le républicain d'extrême droite Doug Mastriano lors de l'élection générale de 2022. Soutenu par le gouverneur sortant Tom Wolf et l'ancien gouverneur Ed Rendell, Josh Shapiro est également soutenu par des responsables du Parti républicain, dont l'ancien secrétaire à la Sécurité intérieure Michael Chertoff. Le 8 novembre 2022, Josh Shapiro remporte l'élection au poste de gouverneur, recueillant 56,3 % des voix. Il prête serment le 17 janvier 2023 et devient le 48e gouverneur de Pennsylvanie.
En 2024, il est cité comme le principal favori pour être le colistier de Kamala Harris à l'élection présidentielle, avant que Tim Walz soit choisi. Bien que la Pennsylvanie soit considérée comme le swing state décisif pour l'élection, il n'est pas prouvé qu'il peut faire basculer l'État chez les démocrates malgré sa popularité.
Après la défaite du ticket, des démocrates spéculent sur son éventuelle candidature à l'élection présidentielle de 2028.

## Historique électoral
| Année | Josh Shapiro | Républicain | Libertarien |
| ----- | ------------ | ----------- | ----------- |
| Année |              |             |             |
| 2004  | 54,3 %       | 44,7 %      | 0,9 %       |
| 2006  | 76 %         | 24 %        | —           |
| 2008  | 100 %        | —           | —           |
| 2010  | 70,1 %       | 29,8 %      | —           |

| Année | Josh Shapiro | Républicain | Libertarien | Vert   |
| ----- | ------------ | ----------- | ----------- | ------ |
| Année |              |             |             |        |
| 2016  | 51,39 %      | 48,61 %     | —           | —      |
| 2020  | 50,85 %      | 46,33 %     | 1,77 %      | 1,04 % |

| Année | Josh Shapiro | Républicain | Libertarien | Vert  | Autre |
| ----- | ------------ | ----------- | ----------- | ----- | ----- |
| Année |              |             |             |       |       |
| 2022  | 56,3 %       | 41,9 %      | 1 %         | 0,5 % | 0,4 % |